# Segundos reinos de taifas
El segundo período taifas (o taifas post almorávides) es un período en la historia de al-Ándalus situado entre las dominaciones almorávide y almohade.

## Introducción
En 1085, tras la conquista de Toledo por parte de Alfonso VI, las taifas de Sevilla  y Badajoz tomaron conciencia del verdadero peligro que suponían los reinos cristianos y, viendo peligrar su subsistencia, hicieron un llamamiento de ayuda a los almorávides. Tras atravesar el estrecho y asentarse en Algeciras, los almorávides dirigidos por Yusuf Ibn Tasufin derrotan a Alfonso VI en la batalla de Sagrajas de 1086, y se retiraron de vuelta al Magreb. El soberano almorávide exhortó en vano a los reyezuelos andalusíes a observar más estrictamente la fe islámica y a unirse frente a los enemigos del norte. Pero la incapacidad y la debilidad de los reinos de Taifas, unidas al apoyo de los juristas malikíes y las clases populares, agobiadas por la gran presión fiscal, llevaron finalmente a Yusuf Ibn Tasufin a iniciar la conquista de Al-Ándalus tras desembarcar en Gibraltar en junio de 1090.

## Desarrollo

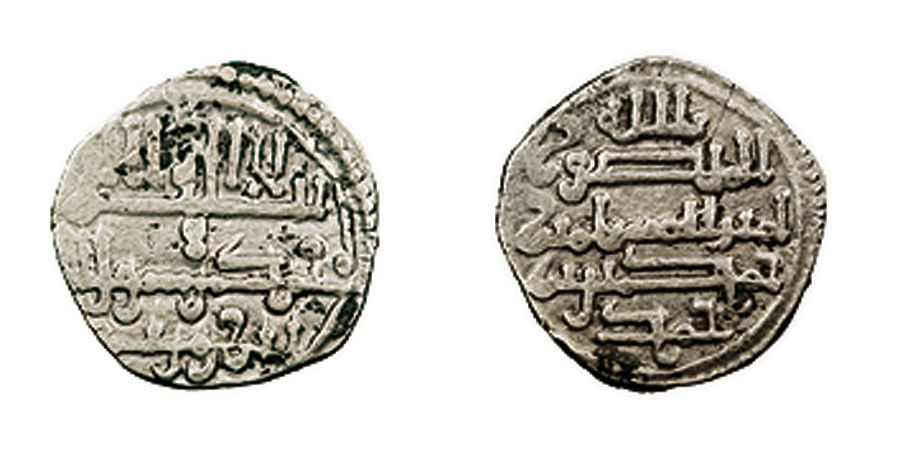
Quirate de plata acuñado por Hamdin e Ibn Wazir, aliados del rebelde Ibn Qasi.

Los primeros indicios del malestar andalusí contra los almorávides se produjeron en Córdoba en 1121, cuando la población se rebeló, solo la intervención de los alfaquíes pudo evitar un baño de sangre. Otras rebeliones se produjeron en distintas ciudades. A partir de 1140 el poder almorávide empieza a decaer en el norte de África por la presión almohade y a la península llegan esas noticias.
En 1144 un sufí, Ibn Qasi comenzó un movimiento antialmorávide y van apareciendo territorios musulmanes con gobiernos independientes que constituyen las llamadas segundas taifas. Todas fueron muy efímeras, y la mayor parte de ellas sucumbieron en menos de un lustro al Imperio almohade, salvo la Segunda taifa de Murcia, que regida por el Rey Lobo resistió al poder norteafricano hasta 1172 gracias al apoyo del Reino de Castilla. Caso distinto es la Taifa de Mallorca, que siguió en manos almorávides debido a su carácter insular.
En 1147, un ejército comandado por el líder almohade Abd Al-Mumin llegó a España y conquistó una gran parte del sur de España, incluidas las ciudades de Cádiz, Málaga y Sevilla. En 1172, su hijo Abu Yaqub Yusuf completó la conquista de Al-Ándalus con la toma de la taifa de Murcia y poner fin a la última taifa de este período en la península; todavía resistió la taifa de Mallorca, que finalmente caería en 1203.

## Relación de las segundas taifas
- taifa de Almería, de 1145 a 1147, conquistada por Alfonso VII en 1147, y por los almohades en 1157
- taifa de Arcos, de 1143 a 1145, conquistada por los almohades.
- taifa de Badajoz, de 1145 a 1150, conquistada por los almohades.
- taifa de Beja y Évora, de 1140 a 1150, conquistada por los almohades.
- taifa de Carmona, de 1143 a 1150, conquistada por los almohades.
- taifa de Córdoba, de 1144 a 1148, conquistada por los almohades.
- taifa de Granada, en 1145, conquistada por los almohades.
- Taifa de Guadix y Baza, de 1145 a 1151, conquistada por la taifa de Murcia, y después por los almohades.
- taifa de Jaén, de 1145 a 1159, conquistada por la Taifa de Murcia, y después por los almohades.
- taifa de Jerez y de Ronda, en 1145, conquistada por los almohades.
- taifa de Málaga, de 1145 a 1153, conquistada por los almohades.
- taifa de Mallorca, de 1146 a 1203, conquistada por los almohades.
- taifa de Mértola, de 1144 a 1145, conquistada por la taifa de Badajoz de 1145 a 1146, independiente de 1146 a 1151, y conquistada por los almohades.
- taifa de Murcia, de 1145 a 1172, conquistada por los almohades.
- taifa de Niebla, de 1145 a 1150, conquistada por los almohades.
- Taifa de Santarém, de 1144 a 1145, conquistada por la taifa de Badajoz.
- taifa de Segura, de 1147 a 1150, conquistada por la taifa de Murcia.
- taifa de Tejada, de 1145 a 1150, conquistada por los almohades.
- taifa de Valencia, 1145 a 1147, conquistada después por la taifa de Murcia, y luego por los almohades.